# 100 (DC Comics)
Los 100, los 10 y los 1000  son grupos ficticios del crimen organizado que aparecen en los cómics estadounidenses publicados por DC Comics. Los 100 debutaron en Superman's Girl Friend, Lois Lane #105 (octubre de 1970) y fueron creados por Robert Kanigher y Ross Andru. Los 1000 debutaron en Booster Gold #2 (marzo de 1986) y fueron creados por Dan Jurgens. Los 10 debutaron en Superman #665 (septiembre de 2007) y fueron creados por Kurt Busiek y Rick Leonardi.
Los 100 hicieron su debut de acción en vivo en la serie de televisión Black Lightning. Además, Blackguard de los 1,000 apareció en la película DC Extended Universe El Escuadrón Suicida (2021), interpretado por Pete Davidson.

## Historia ficticia del equipo

### Los 100
El 100, anteriormente conocido como El Ciento (los cien), fue fundado por 71 hombres y mujeres de toda Europa que se reunieron en Aragón, España en el año 1462, y se llamaron a sí mismos El Ciento para honrar a sus 29 aliados muertos. Los miembros supervivientes de El Ciento combinaron varios métodos científicos, arcanos y alquímicos de prolongación de la vida para volverse inmortales. En un momento posterior, fueron expulsados de Aragón por la Inquisición española, pero para entonces se habían concedido vidas muy extendidas. Más tarde descubrieron que la única forma en que podían mantenerse con vida era ser dueños de la tierra en la que vivían y alimentarse de la desesperación y las emociones negativas de los inquilinos humanos en sus tierras; también aprendieron cómo volverse inmateriales y poseer cuerpos humanos. Aunque la mayoría de los miembros de El Ciento se alimentan del sufrimiento humano, unos pocos han podido sobrevivir alimentándose de emociones positivas. El inmortal conocido como Ra's al Ghul considera que El Ciento es una amenaza para sus planes.
Posteriormente, un miembro de El Ciento se estableció en el Southside de Metrópolis, un área que luego se conocería como Suicide Slum. Los 100 mantuvieron un firme control sobre el inframundo criminal de la ciudad durante años, permitiéndose delitos como el tráfico de drogas y el crimen organizado. Más tarde parecen haberse extendido por todo el país con sucursales que operan en otras ciudades. También se han convertido en enemigos de muchos héroes, incluidos Rosa y Espina (cuyo padre asesinaron), Halo (a quien asesinaron al igual que a sus padres) y el propio Superman. Como los 100, lucharon contra enemigos como Black Lightning a instancias del líder de la sección de Metrópolis, Tobias Whale.

### Los 10
Una historia en Superman # 665 muestra que durante los primeros años de Superman en Metrópolis, había una organización más pequeña llamada 10, con vínculos con Intergang. Según Black Lightning: Year One # 4 (abril de 2009), no tienen vínculos con los 100, pero pueden tener vínculos con los 1,000.

### Los 1,000
El Director de los 1000 era un senador estadounidense llamado Henry Ballard, quien dirigió la nueva dirección y los objetivos de la organización. Bajo la dirección del Director, los 100 cambiaron su nombre a 1,000, donde está intentando expandir su alcance incluso a la Oficina Oval con Henry Ballard como candidato presidencial. Este plan, sin embargo, se frustró y los 1000 se convirtieron nuevamente en los 100 al retirarse a las sombras. Como los 1.000 lucharon Booster Gold.

## Miembros

### 100 Operativos
- Cyclotronic Man — Ned Creegan, accidentalmente sujeto a un "rayo de luz púrpura" experimental. El rayo hizo que la piel de Creegan se volviera transparente de modo que solo su esqueleto fuera visible y lo cargó con electricidad. Como "Bag O' Bones", luchó contra Batman y Robin.[3] Como 100 Cyclotronic Man operativo, más tarde trató de eliminar tanto a Black Lightning como a Superman, pero fue derrotado.[4]
- Joey Toledo — Un traficante de drogas.[5] Más tarde fue asesinado por un operativo de la Liga de Asesinos.[6]
- Johnny "Stitches" Denetto — Un jefe del crimen al que Tobias Whale le arrancó la cara cuando Denetto solía trabajar para él. Al ser salvado por Intergang y unirse a ellos, Desaad le cosió una nueva cara que estaba hecha de humanos y animales muertos.[7]
- Malcolm Merlyn el Arquero Oscuro —  Un arquero mercenario que también fue miembro de la Liga de Asesinos.[6]
- Pajamas —  Un artista marcial asiático anónimo apodado "Pijamas" por Black Lightning.[8]
- Steel-Fist Feeny — Francis Feeny posee una mano derecha cibernética hecha de acero.[8]
- Syonide I —  El mercenario llamado Syonide fue contratado por Tobias Whale y los 100 para capturar a Black Lightning y Peter Gambi. Se suicidó después de creer que había asesinado a Black Lightning.[8]
- Syonide II — El segundo Syonide era una mujer. Primero sucedió al original como agente de los 100 y luchó contra los Outsiders. Más tarde, se convirtió en mercenaria por derecho propio, a veces trabajando junto con Merlyn el Arquero.
- Tobias Whale — Enemigo albino súper fuerte y duro de Black Lightning. Es el líder de la rama Metrópolis de los 100.[5]

### 1,000 Operativos
- Blackguard — Richard Hertz, un ejecutor de los 1,000 que se enfrentaron con Booster Gold. Thorn pudo salvar a Booster Gold y Blackguard de ser asesinados por los 1,000. Más tarde se reformó y trabajó con Guy Gardner. Blackguard fue asesinado por el General Wade Eiling mientras servía en el Escuadrón Suicida.[9]
- Chiller — Un super asesino que cambia de forma y que casi mata al expresidente Ronald Reagan y al exvicepresidente George H. W. Bush a instancias de los 1000.[10]
- Director — El Senador Henry Ballard es el líder progresista de los 1,000. Más tarde fue asesinado en la batalla contra Booster Gold, Blackguard y Thorn.[9]
- Doctor Shocker — Shocker sirve al Director como interrogador especial. Se especializó en el uso de un dispositivo muy avanzado llamado "Psi-tap" que podía leer y transcribir los pensamientos de una víctima.[11]
- Mindancer — Un supervillano que drena la energía mental de los demás y la almacena para usarla más tarde como rayos de fuerza psiónica. Ella era la segunda al mando de los 1000 detrás del Director. Mindancer reapareció recientemente como fugitiva de la prisión durante Crisis infinita, donde se cruzó con Kyle Rayner.[9]
- Shockwave —  Un agente frecuente de los 1000, Arnold Pruett usa una armadura sofisticada que le otorga habilidades como superfuerza y genera vibraciones capaces de nivelar edificios. Originalmente luchó contra Blue Devil.[12] Shockwave continuaría luchando contra Booster Gold y Superman. Se estaba desarrollando una figura de acción de Shockwave para Super Powers Collection antes de que se cancelara la línea.[13]

## En otros medios
- Los 100 aparecen en Black Lightning, Tobias Whale, Syonide, Joey Toledo, Latavius "Lala" Johnson y Painkiller como miembros destacados. Esta versión del grupo opera en Freeland, con Whale como su líder después de que los jefes de Lady Eve le dieron a la pandilla. Además, algunos miembros del Departamento de Policía de Freeland están secretamente del lado de los 100. A partir de la cuarta temporada, Lala ha asumido el liderazgo de los 100 mientras Whale se postula para alcalde.
- Richard "Dick" Hertz / Blackguard aparece en El Escuadrón Suicida (2021), interpretado por Pete Davidson. Es reclutado en el equipo del mismo nombre para una misión en Corto Maltese, donde traiciona a sus compañeros de equipo al advertir al ejército local de su misión. Cuando intenta rendirse al tocar tierra, le disparan y lo matan de inmediato.